# サンドビーボルグ
サンドビーボルグ (Sandby borg) はスウェーデンのエーランド島にある、少なくとも15カ所存在する鉄器時代の円形城砦の中の一つである。エーランド島南東部サンドビー教区 (parish) のセードラ・サンドビー (Södra Sandby) 村の約2キロメートル南東に位置し、ガードビー (Gårdby) 村にも近い。
2011年より実施された発掘調査の結果、ここは5世紀後半に行われた大量殺戮の現場であることが判明した。殺戮の犠牲者らの遺体は埋葬されず、殺害された状態のまま、住居の中や城砦内の道の上に捨て置かれていた。これはサンドビーボルグの考古学上におけるきわめてユニークな特徴を表し、鉄器時代における暴力や紛争だけでなく、城砦内の生活などについても新たな考察をもたらすこととなった。

## 所在地と規模
サンドビーボルグ円形城砦はエーランド島南東部の海岸沿いにある。今日では高さ2-3メートルの崩れた石壁が楕円形に領域を囲っており、内部の広さは約5000 m2である。石壁は現地の石灰岩でできており、石の隙間には大小の小石が詰められている。壁の3カ所はなだらかにへこんでおり、門であったことが分かる。また航空写真で見られる植物の生育パターンから、第四の門があった可能性がうかがえる。元々の城壁は幅約4メートル、高さ約4-5メートルであったと推察される。
航空写真や地球物理学的な調査で城砦内の地下には石の構造物が埋もれていることが明らかになっており、53軒の家の石壁であったと推察される。この配置はエーランド島にあるエケトープ (Eketorp) など他のいくつかの円形城砦と同じものであり、城壁の内部には住居が円形に配置され、中央の区画は道路によって囲まれている。

城砦の西側に向かって、多数の崩れた大石が規則正しく配置された構造物があり、防御施設の一部であったと推察される (写真参照)。

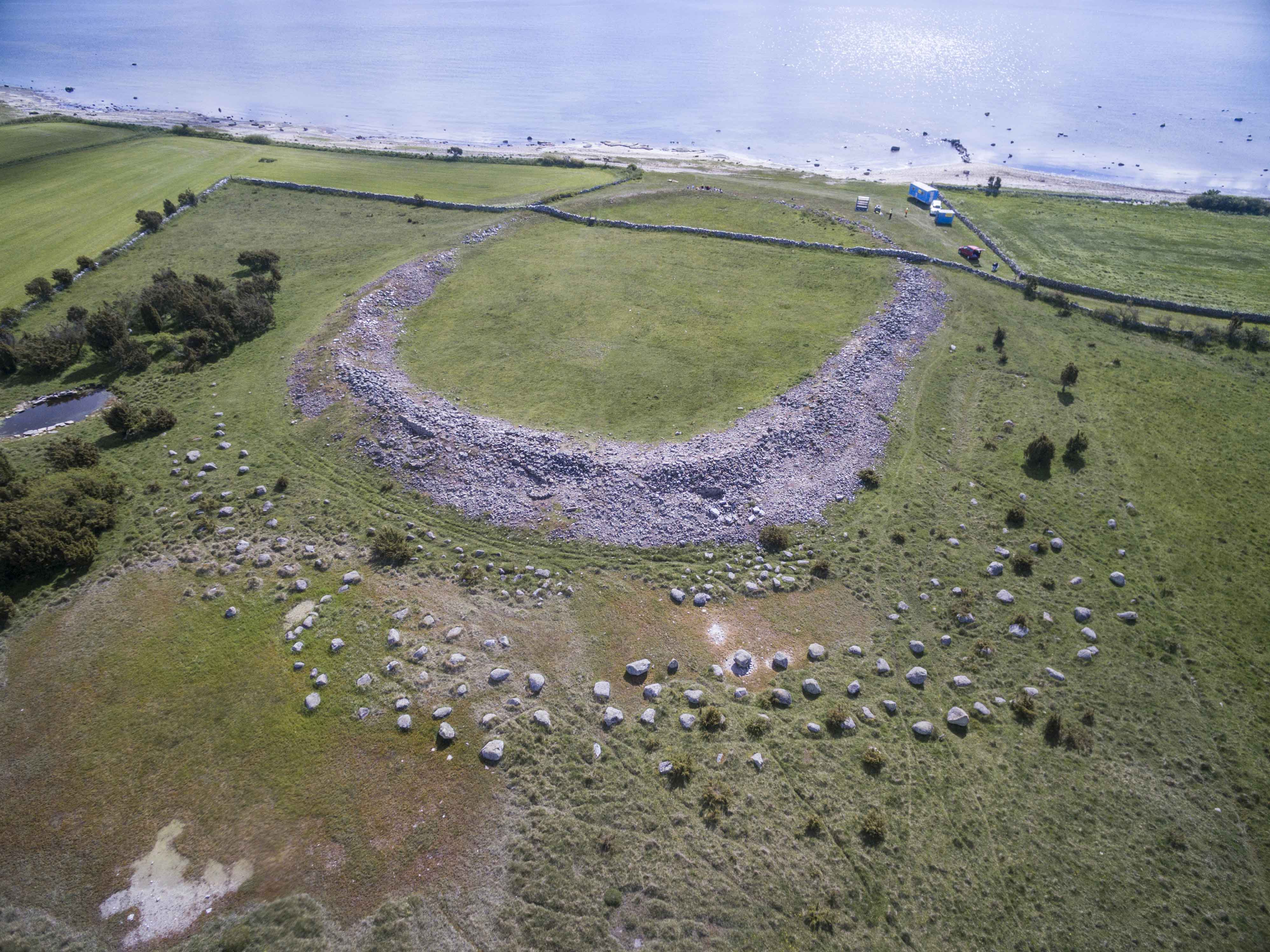
西側から見たサンドビーボルグ。城砦の西側周辺を囲む崩れた岩石の構造物に注目。写真: セバスチャン・ヤコブソン (Sebastian Jakobsson)。

## 考古学的調査
2010年春にアンドレアス・ヴィバーグ (Andreas Viberg) が行った最初の地質学的調査で、略奪品を貯蔵した穴と見られるものが発見され、これにより2010年8月に金属探知機による全域の調査が地元の古物収集家に委託されて行われた。この調査で城砦の中央区画の中にあった数件の家の中から、民族移動時代の精巧な5個の宝石の遺物が発見された。それぞれの遺物には、ガラスの首飾りや指輪、銀のペンダントなどのような様々な品物とともに、彫刻が施された銀箔のブローチなども含まれていた。彫刻入りのブローチは大きく、きわめて高い品質の優れた品であった。これらは通常は銀箔に覆われ、表面には装飾的な動物の文様が施されているものである。おそらくは貴族女性の宝石セットの一部であったブローチには、サリンズスタイルI (Salins Style I) と渦巻き文様の装飾が施されていた。これらは紀元450年から510年のものに見られる形態であった。
発掘調査はカルマー国立博物館 (Kalmar Country Museum) により、2011年から毎年行われている。
すでに第一回の調査で、おそらく5世紀の後半にこの地で暴力的な事件があったことが、住居の中から発掘された人骨から明らかになっていた。2017年の発掘の後、城砦の9パーセントほどと、53の住居のうちの3つが発掘された。その結果には、背筋が凍るような大量殺戮の証拠とともに、城砦の中の日常生活を垣間見せるいくつかの興味深いものも含まれていた。少なくとも26体の人骨が発見され、そのうちの9体はほぼ全身骨格が揃っており、犠牲者には幼児から年配者まで含まれていた。多くの遺骨には鋭利な刃物あるいは鈍器によってつけられた傷があり、ほとんどが上部あるいは背後から攻撃を加えられたものであった。このことは、この殺戮は通常の戦闘行為というよりも処刑であったことを示唆していた。遺体が埋葬されず殺害された場所に放置されていたという事実は、他に類を見ない考古学的資料であり、民族移動時代の暴力行為を垣間見せる資料ともなった。
発掘調査で得られた豊富な工芸品の中には、陶器や用具などの日用品の他に、金銀の装飾品、ローマから持ち込まれたグラス、2個のローマのソリドゥス金貨などの、より高級で身分の高い者のための品物も含まれていた。

## 調査計画
サンドビーボルグの発掘調査は、当初はきわめて小さい規模で行われた。最初の年はカルマー国立博物館が地元の専門家と協力して資金を援助していたが、2014年12月にはKickstarterにより、サンドビーボルグ2015年度発掘調査のための資金を集めることに成功した。この調査では、それ以前の発掘でいくつかの遺骨が発見されていた第40番住居を、完全に発掘調査することも計画されていた。目標金額は400,000クローナだったが、Kickstarterにより2014年12月31日23時59分の期限までに465,619クローナを集めることができた。クラウドファンディングによる発掘調査は、2015年6月に行われた。
2016年から2018年までは調査はスウェーデン銀行の300周年基金によって援助され、これにより2016年には第4番住居、2017年には第52番住居の完全な発掘調査が行われた。この調査の焦点は発掘と、それに伴う人骨の骨相学および生物考古学的分析であり、サンドビーボルグにおける大量虐殺の犠牲者たちの動静についてさらなる理解を深めることであった。
サンドビーボルグ発掘調査の責任者はヘレナ・ヴィクター (Helena Victor) とルードヴィッヒ・パプメールデュファイ (Ludvig Papmehl-Dufay) で、ともにカルマー国立博物館の考古学博士である。ボーヒュースランズ (Bohusläns) 博物館の考古学者・形態人類学者クララ・アルフスドッター (Clara Alfsdotter) は、ストックホルム大学骨考古学研究室のアンナ・クジェルストレーム (Anna Kjellström) 准教授とともに、遺骨を骨学の観点から分析した。生物考古学的分析は、ストックホルム大学考古学研究室のグニラ・エリクソン (Gunilla Eriksson) 准教授、ケルスティン・リーデン (Kerstin Lidén) 教授およびアンデルス・ゲザーストレーム (Anders Götherström) 教授の監督の下で行われた。リンネ (Linnaeus) 大学のボディール・ピーターソン (Bodil Petersson) 准教授は、サンドビーボルグの文化的遺産とそれが今日の社会に与えた影響を考察する副次的な調査を行った。作業記録のデジタル映像化および文書化はカルマー国立博物館のニコラス・ニルソン (Nicholas Nilsson) とフレデリック・グンナーソン (Gunnarsson) が担当した。2014年からは写真家のダニエル・リンズコグ (Daniel Lindskog)と映像作家のセバスチャン・ヤコブソン (Sebastian Jakobsson) もスタッフに加わっている。発掘調査中に収集された工芸品はオクシダー (Oxider)博物館の管理委員マックス・ヤーレホーン (Max Jahrehorn) が保管している。

## 画像

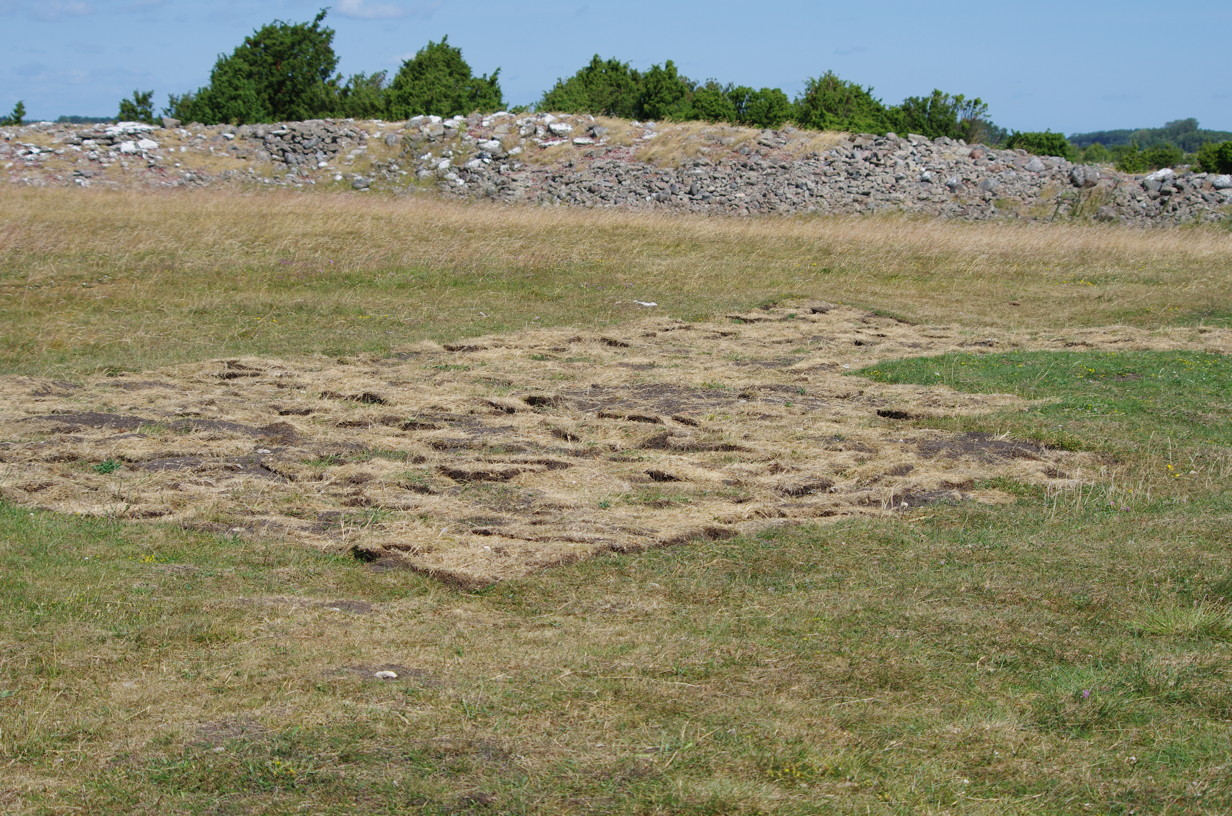
南東方向から見たサンドビーボルグ。中央に発掘調査の跡が見える。
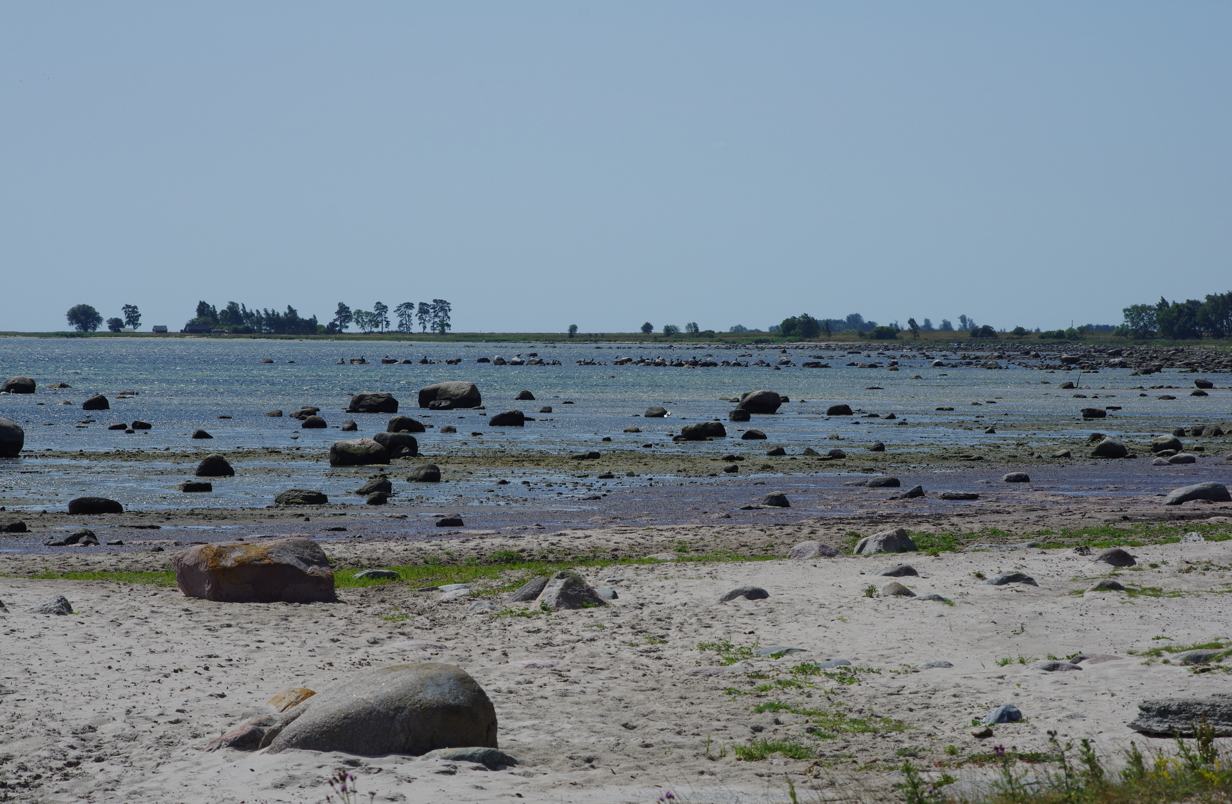
サンドビーボルグ近くの浅瀬。
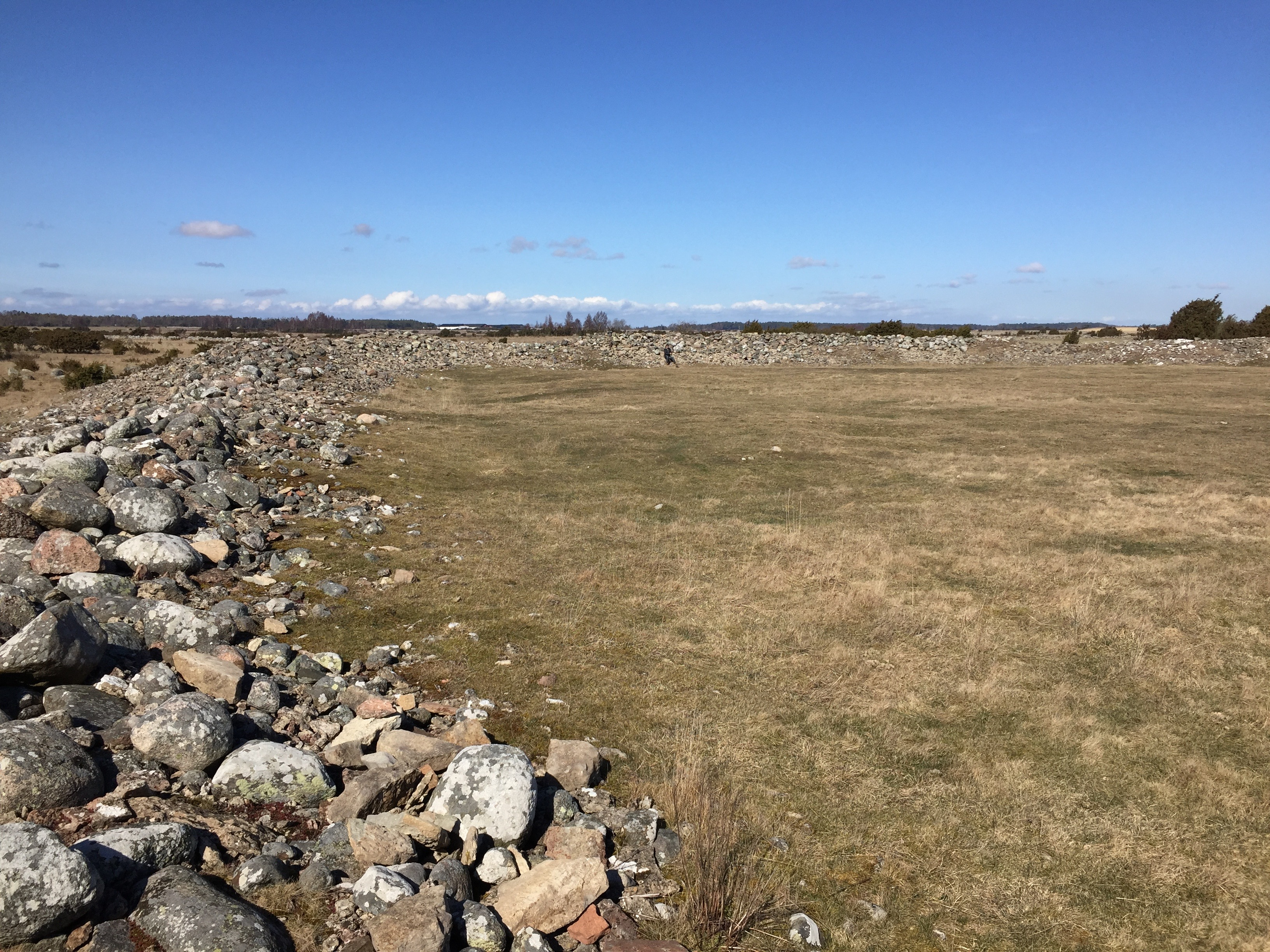
北西方向から見たサンドビーボルグ内部。
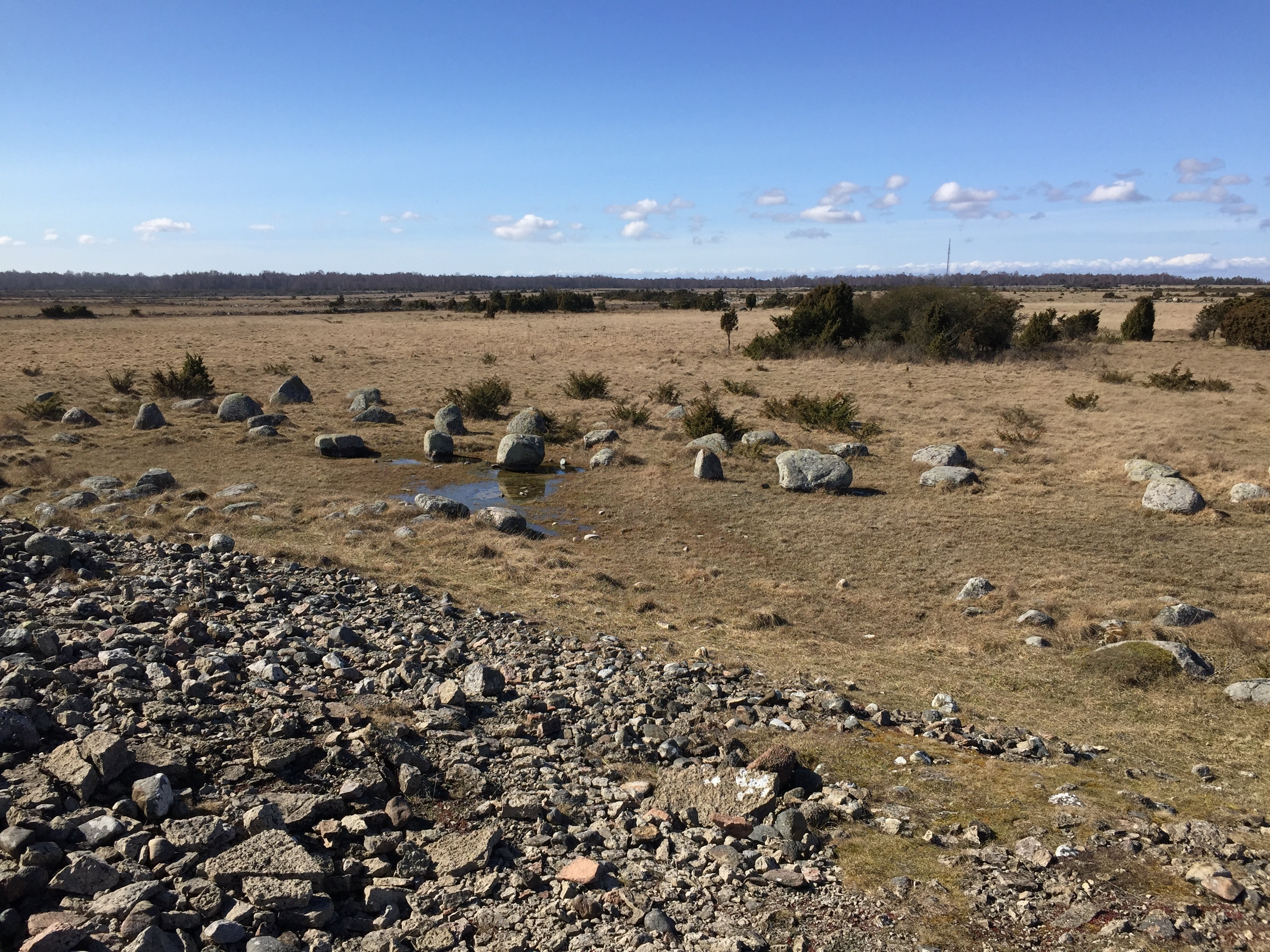
西側部分の外部塹壕。
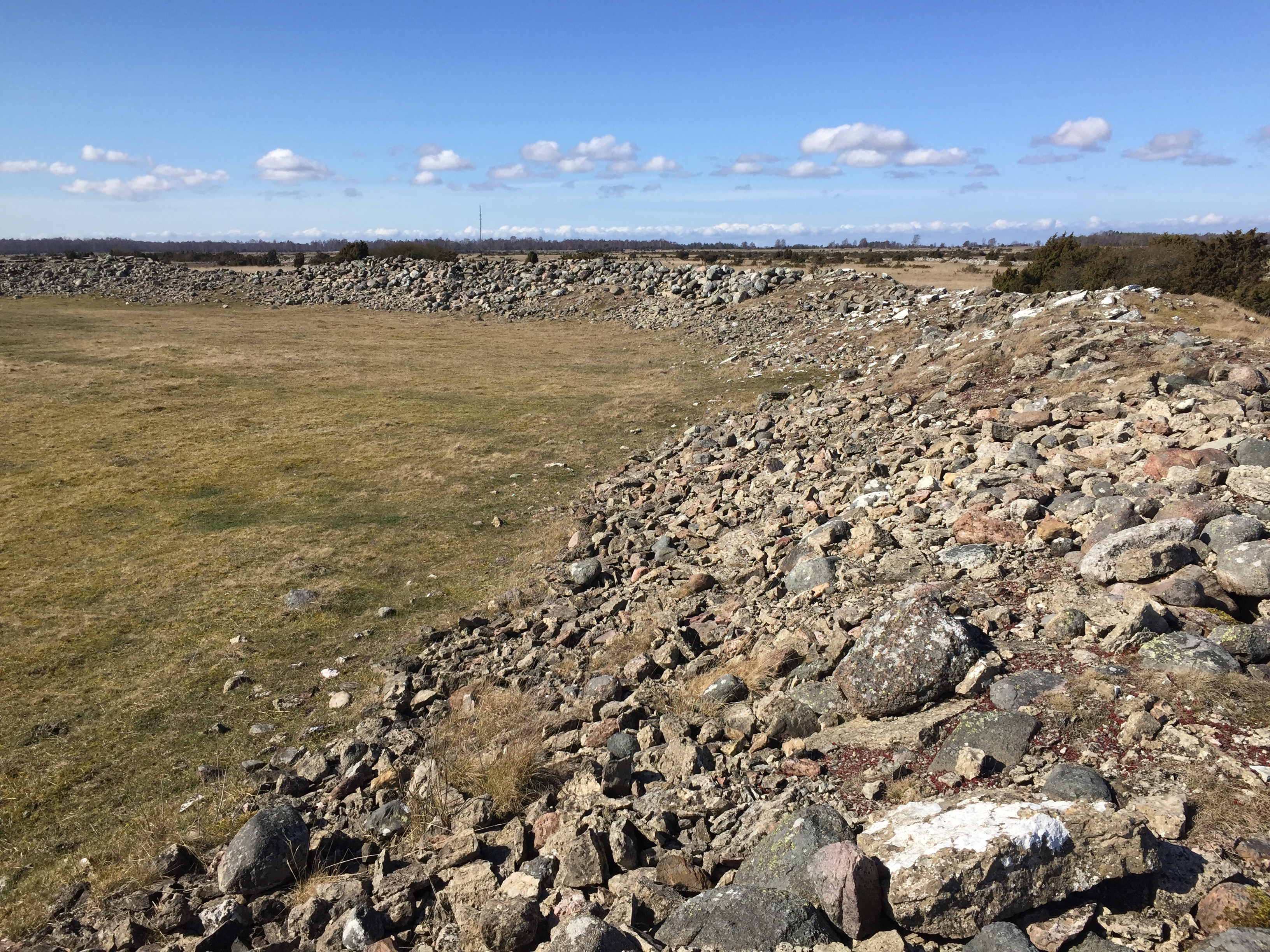
南西方向から見たサンドビーボルグ内部。

## 参照
1. ↑  Curry, Andrew (March 2016). “Öland, Sweden. Spring, A.D. 480”. Archaeology Magazine (The Archaeological Institute of America) 69 (2) 2016年3月5日閲覧。.
2. ↑  Söderström, Ulrika (2015) (Swedish). Sandby Borg: Unveiling the Sandby Borg Massacre. Kalmar lāns museum. ISBN 9789198236620
3. ↑  “Viberg, A., Victor, H., Fischer, S., Lidén, K. & Andrén, A. 2014. 海沿いの円形城砦: サンドビーボルグにおける考古学的地球物理学的予想と発掘。Archäologisches Korrespondenzblatt 44:3”. 2011年8月20日閲覧。
4. ↑  Stenberger, M. 1933. Öland under äldre järnåldern. Diss. Uppsala Univ.; Borg et al. 1976
5. ↑  Fallgren, Jan-Henrik; Ljungkvist, John (2016). “The Ritual Use of Brooches in Early Medieval Forts on Öland, Sweden”. European Journal of Archaeology 19 (4):  681–703. doi:10.1080/14619571.2016.1147318.
6. ↑  e.g. Haseloff 1981; Näsman 1984b; Magnus 1997, 2002; Kristoffersen 1999; Fischer & Victor 2011
7. ↑  Fleur, Nicholas St (2018年4月25日). “凍った時の中の殺戮: 古代の暴力を暴いたスウェーデンの人骨”. The New York Times
8. ↑  Alfsdotter, C. 2018. サンドビーボルグの怪死。集団間の暴力および野ざらしにされた遺体の検死機関の生物考古学的分析 LNU Licentiate No 13, 2018. Linnaeus University Press.
9. ↑  Papmehl-Dufay, L. & Alfsdotter, C. 2016. Sandby borg V. Seminariegrävning 2014. Sandby borgs skrifter 5. Kalmar: Kalmar läns museum.
10. ↑  Alfsdotter, Clara; Papmehl-Dufay, Ludvig; Victor, Helena (2018-04-24). “凍った時の中の殺戮: サンドビーボルグにおける5世紀後半の大量虐殺の証拠”. Antiquity 92 (362):  421–436. doi:10.15184/aqy.2018.21.
11. ↑  Victor, H. 2015. Sandby borg -ett fruset ögonblick under folkvandringstid. In: Arnell, K.-H. & Papmehl-Dufay, L. (eds) Grävda minnen. Från Skedemosse till Sandby borg. Kalmar: Kalmar läns museum
12. ↑  Papmehl-Dufay, Ludvig; Söderström, Ulrika (27 September 2018). “Creating Ambassadors Through Digital Media: reflections from the Sandby borg project”. Internet Archaeology (46). doi:10.11141/ia.46.3.
13. ↑  Gunnarsson, F, Alfsdotter, C. & Victor, H., 2015, Sandby borg – undersökningar 2015. Sandby sn, Öland. Museiarkeologi sydost, Kalmar läns museum. Sandby borgs skrifter 7.
14. ↑  “Riksbankens Jubileumsfond - Frozen in Time - histories of life and moments of death at Sandby borg”. www.rj.se. 2020年5月8日閲覧。
15. ↑  “Arkeologi”. www.kalmarlansmuseum.se. 2020年5月8日閲覧。